# Człowiek znikąd
Człowiek znikąd (tyt. oryg. ros. Человек ниоткуда) – radziecka komedia z 1961 roku, w reżyserii Eldara Riazanowa.

## Fabuła
Ekspedycja radzieckich antropologów wyrusza w góry Pamiru, aby tam szukać śladów „śnieżnego człowieka”. Dziesięciodniowa wyprawa nie przynosi sukcesów i kierownik wyprawy Krochaliow podejmuje decyzję o jej zakończeniu. Z decyzją nie zgadza się Władimir Porażajew, młody uczestnik wyprawy, który wyrusza samotnie w góry. Wskutek własnej nieostrożności spada w przepaść i spotyka przedstawicieli nieznanego plemienia Tapi. Porażajew od dawna przypuszczał, że takie plemię istnieje, co było przedmiotem sporu z kierownikiem wyprawy Krochaliowem. Tapi okazują się ludożercami, a Porażajew ma być wkrótce zjedzony wraz z Czudakiem, który wywodzi się z Tapi, ale nie respektuje ich zwyczajów i nie chce być ludożercą. Porażajewowi udaje się uciec i wraz z Czudakiem wraca do Moskwy. Konfrontacja Czudaka z mieszkańcami Moskwy ukazuje w krzywym zwierciadle rzeczywistość społeczną stolicy ZSRR.

## Reżyser o filmie
W czasie projekcji dla tzw. normalnego widza film wywoływał różne reakcje. Pojawiło się grono zagorzałych miłośników filmu, jak i zagorzałych jego przeciwników. Było to oczywiste. Obraz był jak na te czasy niezwykły, dziwny. Szczerze mówiąc, publiczność nie była przygotowana na podobną stylistykę – w pewnym sensie film stał się „czarną owcą”. Odbyło się szereg spotkań w fabrykach i instytucjach naukowych. W czasie tych spotkań dochodziło do konfrontacji bardzo odmiennych poglądów na ten film. I to było piękne ! Film wywoływał emocje, zmuszał do myślenia, nie pozostawiał widzów obojętnymi.

## Potępienie filmu
22 czerwca 1961 w czasopiśmie Kultura radziecka (Советская культура), ukazał się list podpisany przez W. Daniliana, pracownika naukowego (pod tym pseudonimem ukrywał się krytyk filmowy Władimir Szalunowski). Autor listu przekonywał, że film Riazanowa nie posiada koncepcji ideologicznej i nie wyraża jednoznacznych poglądów filozoficznych. 24 października 1961 na XXII zjeździe KPZR, sekretarz KC partii Michaił Susłow poddał film krytyce uznając za bezwartościowy i szkodliwy. Po wystąpieniu Susłowa dystrybucję filmu wstrzymano. Zakaz jego wyświetlania obowiązywał do 1988, kiedy to decyzją Goskino ZSRR film „uwolniono” i po raz kolejny zaprezentowano w radzieckich kinach.

## Obsada
- Siergiej Jurski jako Czudak
- Jurij Jakowlew jako Władimir Porażajew
- Аnatolij Adoskin jako lekarz Misza
- Jurij Biełow jako starszy sierżant milicji
- Ludmiła Gurczenko jako Lena
- Ninel Myszkowa jako Ola
- Michaił Trojanowski jako profesor antropologii
- Anatolij Papanow jako Arkadij Siergiejewicz Krochaliow (też jako: wódz plemienia Tapi, aktor teatru, sportowiec)
- Antoni Chodurski jako aktor
- Władimir Murawiow jako kapitan milicji
- Jurij Nikulin jako milicjant
- Georgij Kulikow jako asystent reżysera w teatrze
- Aleksiej Łucenko jako pilot śmigłowca